# Nowoałtajsk
Nowoałtajsk (ros. Новоалтайск) – miasto w azjatyckiej części Rosji, w Kraju Ałtajskim, centrum administracyjne rejonu pierwomajskiego.

## Położenie
Miasto położone jest na prawym brzegu rzeki Ob, w dolnym biegu jej dopływu Cziesnokowki, 12 km od Barnaułu. Znajduje się tu ważny węgieł drogowy o znaczeniu federalnym oraz węzeł kolejowy, oceniany jako 10-ty co do ważności w Federacji Rosyjskiej.

## Historia
Miejscowość założona w połowie XVIII wieku jako Cziesnokowka (Чесноковка). W 1934 otwarto tu zakład obróbki drewna, w 1941 otwarto tu fabrykę wagonów ewakuowaną z Dnieprodzierżyńska. Od 1942 status miasta, w 1962 zmiana nazwy miasta na Nowoałtajsk.

## Demografia
| Rok       | 1942   | 1970   | 1985   | 1999   | 2003   | 2005   | 2021   |
| --------- | ------ | ------ | ------ | ------ | ------ | ------ | ------ |
| Populacja | 26 000 | 58 900 | 63 900 | 73 000 | 73 600 | 74 000 | 74 586 |

## Elektrownia atomowa
W Biełojarsku, stanowiącym część Nowoałtajska, znajduje się elektrownia atomowa.